# Едмунд III (герцог Сомерсету)
Едмунд Тюдор (нар. 21 лютого 1499, Гринвіч – 19 червня 1500) був сьомою дитиною короля Англії Генріха VII і його дружини Єлизавети Йоркської.

## Життя
Старшими братами і сестрами Едмунда (в порядку народження) були Артур, Маргарита, Генріх, Єлизавета, Марія і Едуард. Його єдиною молодшою сестрою була Катерина.
Від народження він був названий герцогом Сомерсету, хоча цей титул ніколи не був формально створений для нього. Він був хрещений 24 лютого. Едмунд був присутній разом зі своїми старшим братом і сестрами: Маргаритою, Генріхом і Марією, коли Еразм і Томас Мор відвідали королівських дітей влітку 1499 року, Едмунду тоді виповнився місяць.